# Vzpírání na Letních olympijských hrách 2008 – ženy do 75 kg
Vzpěračky do 75 kg měly svou soutěž na Letních olympijských hrách 2008 naplánovanou na sedmý den her, pátek 15. srpna 2008. V kategorii startovalo 12 závodnic z 11 zemí; všechny soutěž dokončily a byly klasifikovány. Vítězkou se stala Číňanka Cchao Lej, jež si výhru pohlídala a zároveň vylepšila celou sadu olympijských rekordů. Napínavý až do samého závěru byl souboj o stříbro. Z něj se nakonec radovala Kazaška Alla Važeninová; bronz připadl Rusce Nadězdě Jevsťjuchinové.
Výsledkovou listinu v roce 2016 přepsaly výsledky reanalýzy kontrolních vzorků a následné diskvalifikace z důvodu porušení antidopingových pravidel. Diskvalifikována byla šampionka Cchao Lej, bronzová Ruska Jevsťjuchinová a čtvrtá Iryna Kulešaová z Běloruska (při reanalýze vzorků z Her 2012 přišla také o bronzovou medaili z následujících Her).
Titul olympijské vítězky tedy připadl Važeninové z Kazachstánu. Stříbro zpětně získala pátá Lidia Valentínová ze Španělska (v analogické reanalýze vzorků z Her 2012 se posunula ze čtvrté příčky na zlatý stupínek). Bronz z Her v Pekingu pak získala původně šestá Damaris Aguirreová z Mexika.

## Program
Pozn.: Pekingského času (UTC+8)
| Datum                 | Čas         | Skupina |
| --------------------- | ----------- | ------- |
| Pátek, 15. srpna 2008 | 15:30–17:30 | A       |

## Přehled rekordů
Pozn.: Platné před začátkem soutěže
| Druh rekordu              | Disciplína | Držitelka                   | Výkon  |
| ------------------------- | ---------- | --------------------------- | ------ |
| Světové rekordy           | Trh        | Natalja Zabolotná           | 131 kg |
| Světové rekordy           | Nadhoz     | Liou Čchun-chung            | 159 kg |
| Světové rekordy           | Dvojboj    | Světlana Podobědovová       | 286 kg |
| Olympijské rekordy        | Trh        | Natalja Zabolotná           | 125 kg |
| Olympijské rekordy        | Nadhoz     | Pawina Thongsuková [zápis?] | 150 kg |
| Olympijské rekordy        | Dvojboj    | Natalja Zabolotná           | 272 kg |
| Světové juniorské rekordy | Trh        | Natalja Zabolotná           | 130 kg |
| Světové juniorské rekordy | Nadhoz     | Liou Čchun-chung            | 159 kg |
| Světové juniorské rekordy | Dvojboj    | Světlana Podobědovová       | 286 kg |

## Výsledky
| Poř.                        | Závodnice                    | Stát       | Těl. hm. [kg] |       | Trh [kg] | Trh [kg] | Trh [kg] |       | Nadhoz [kg] | Nadhoz [kg] | Nadhoz [kg] |  | Výsledek [kg] |
| --------------------------- | ---------------------------- | ---------- | ------------- | ----- | -------- | -------- | -------- | ----- | ----------- | ----------- | ----------- |  | ------------- |
| Poř.                        | Závodnice                    | Stát       | Těl. hm. [kg] | 1. p. | 2. p.    | 3. p.    | 1. p.    | 2. p. | 3. p.       |             |             |  | Výsledek [kg] |
|                             | Cchao Lej                    | Čína       | 73,16         |       | 120      | 125      | 128      |       | 147         | 154         | 159         |  | 282           |
| Zlatá olympijská medaile    | Alla Važeninová              | Kazachstán | 73,88         |       | 115      | 115      | 119      |       | 141         | 145         | 147         |  | 266           |
|                             | Nadězda Jevsťjuchinová       | Rusko      | 73,33         |       | 112      | 117      | 117      |       | 138         | 143         | 147         |  | 264           |
|                             | Iryna Kulešaová              | Bělorusko  | 74,78         |       | 112      | 116      | 118      |       | 128         | 133         | 137         |  | 255           |
| Stříbrná olympijská medaile | Lidia Valentínová            | Španělsko  | 74,42         |       | 110      | 110      | 115      |       | 130         | 135         | 138         |  | 250           |
| Bronzová olympijská medaile | Damaris Aguirreová           | Mexiko     | 74,82         |       | 103      | 106      | 109      |       | 130         | 135         | 136         |  | 245           |
| 4.                          | Ubaldina Valoyesová          | Kolumbie   | 73,30         |       | 105      | 110      | 110      |       | 130         | 134         | 138         |  | 244           |
| 5.                          | Jeane Lassenová              | Kanada     | 74,42         |       | 105      | 105      | 110      |       | 130         | 135         | 140         |  | 240           |
| 6.                          | Nadija Myronjuková           | Ukrajina   | 74,11         |       | 102      | 105      | 105      |       | 125         | 127         | 132         |  | 237           |
| 7.                          | Julija Novakovičová [zápis?] | Bělorusko  | 74,19         |       | 105      | 110      | 110      |       | 115         | 122         | 127         |  | 237           |
|                             | Hripsimé Churšudjanová       | Arménie    | 74,74         |       | 100      | 105      | 110      |       | 125         | 130         | 130         |  | 235           |
| 8.                          | Elizabeth Pobleteová         | Chile      | 74,43         |       | 86       | 91       | 93       |       | 106         | 111         | 111         |  | 202           |
|                             | Nora Köppelová               | Argentina  |               |       |          |          |          |       |             |             |             |  |               |

## Nově stanovené rekordy
| Druh rekordu       | Disciplína | Držitelka | Výkon  |
| ------------------ | ---------- | --------- | ------ |
| Olympijské rekordy | Trh        | Cchao Lej | 128 kg |
| Olympijské rekordy | Nadhoz     | Cchao Lej | 154 kg |
| Olympijské rekordy | Dvojboj    | Cchao Lej | 282 kg |